# Michael Benedicks
Michael Benedicks, född 7 maj 1768, död 28 januari 1845, var en svensk affärsman och bruksägare.
Benedicks var son till den judiske Baruch Benedicks i Bleichrode i Sachsen, som var frände till Aron Isak. Michael Benedicks flyttade till Sverige på 1790-talet och blev hovjuvelerare. Han kom att ägna sig åt handel med juveler och guld, först tillsammans med Aron Isak, senare med dennes svärson Isak Michaelson. Själv gifte han sig med Aron Isaks brorsdotter. Vid sidan av drevs bankverksamhet under firman Michaelson & Benedicks. Firman är mest bekant för sitt deltagande i skeppshandeln, vartill den tagit initiativet och som åsamkade den stora förluster.
Under krigen 1808 och 1812 upphandlade han för statens räkning viktualier (livsmedel) i Storbritannien, och belönades för detta 1811 med svenskt medborgarskap och erhöll 1814 burskap som grosshandlare i Stockholm. Men Benedicks och hans kompanjon Michaelson var såsom de rikaste och mest inflytelserika judiska affärsmännen föremål för häftiga angrepp under 1815 års judefejd.
År 1820 inköpte Benedicks det förfallna Gysinge järnbruk, som han förvaltade med skicklighet och framgång.
Michael Benedicks barn uppfostrades i den kristna läran; hans son Bernhard Benedicks och sonson Gustaf Benedicks var brukspatroner på Gysinge bruk.